# Centre Europeu per al Desenvolupament de la Formació Professional
El Centre Europeu per al Desenvolupament de la Formació Professional (CEDEFOP) és una agència de la Unió Europea (UE) que vetlla per la promoció de la Formació Professional entre els Estats membres de la Unió.

## Història
Fou establerta l'any 1975 pel Consell de Ministres de la Comunitat Econòmica Europea (CEE) i el Parlament Europeu. Des de la seva creació la seu fou ubicada a Berlín Oest però el 1995 es traslladà a la ciutat grega de Tessalònica.

## Funcions
El seu funció consisteix a promoure el desenvolupament de l'educació i Formació Professional en la Unió Europea. Porta a terme aquesta tasca mitjançant l'anàlisi i la difusió d'informació sobre formació professional: sistemes, polítiques, recerca i pràctica. Això ajuda als especialistes de la UE a desenvolupar i millorar l'educació i formació professional a Europa.
Col·labora estretament amb la Fundació Europea de Formació que s'ocupa de promocinar la Formació Professional en països no comunitaris.